# Orlandiite
La orlandiite è un minerale.

## Etimologia
Denominata così in onore del mineralogista italiano Paolo Orlandi (1946-  ).